# Zrzeszenie prywatnego przemysłu
Zrzeszenie prywatnego przemysłu – jednostka organizacyjna o charakterze przymusowym powołana zarządzeniem Ministra Przemysłu i Handlu z 1947 r., w celu zgrupowania rozproszonych i samoistnych przemysłowców, zgodnie z opinią właściwej terytorialnie Izby Przemysłowo-Handlowej. W zarządzeniu obejmującym izby przemysłowo-handlowe wprowadzono przymiotnik „prywatny”, aby podkreślić ich szczególny charakter w ramach prowadzonej polityki gospodarczej, pozwalającej zaliczyć do kategorii organizacji objętych centralnym planowaniem.
Zrzeszenie prywatnego przemysłu pozostawało w związku z rozporządzeniem Prezydenta RP z 1927 r. o prawie przemysłowym oraz znowelizowanej ustawy z 1934 r. o prawie przemysłowym.

## Powoływanie zrzeszeń przemysłowych
Na podstawie ustawa z 1934 r. o zmianie rozporządzenia Prezydenta RP z 1927 r. o prawie przemysłowym powołano zrzeszenia, których celem było popieranie przemysłu pod względem technicznym i gospodarczym oraz pozyskiwanie krajowych i zagranicznych rynków zbytu. Ponadto celem była obrona interesów gospodarczych zrzeszonych jednostek, prowadzących samoistne przedsiębiorstwa przemysłowe jednego lub więcej rodzajów przemysłu. Zadaniem zrzeszenia przemysłowego było kształtowanie ustroju wewnętrznego, ustanawianie władzy i wyłanianie organów oraz określenie uprawnień i obowiązków.
Zrzeszenia przemysłowe jednego lub więcej rodzajów przemysłu tworzyły związki dla osiągnięcia tych samych celów, dla jakich powstawały zrzeszenia.

## Pierwsze zrzeszenia
Na podstawie zarządzenie Ministra Przemysłu i Handlu z 1947 r. w sprawie powołania przymusowych zrzeszeń prywatnego przemysłu powołano pierwsze ogólnopolskie i prywatne zrzeszenia, w tym:
- Ogólnopolskie Zrzeszenie Prywatnego Przemysłu Konfekcyjnego,
- Ogólnopolskie Zrzeszenie Prywatnego Przemysłu Papierniczego,
- Ogólnopolskie Zrzeszenie Prywatnego Przemysłu Producentów Drutu, Gwoździ i Wyrobów z Drutu,
- 11 Zrzeszeń Prywatnego Przemysłu Chemicznego,
- 8 Zrzeszeń Prywatnego Przemysłu Papierniczo-Przetwórczego,
- 11 Zrzeszeń Prywatnego Przemysłu Drzewnego,
- 9 Zrzeszeń Prywatnego Przemysłu Metalowego,
- 7 Zrzeszeń Prywatnego Przemysłu Włókienniczego.

## Zrzeszenia z 1948 r.
Na podstawie zarządzenie Ministra Przemysłu i Handlu z 1948 r. w sprawie powołania przymusowych Zrzeszeń Prywatnego Przemysłu powołano kolejne ogólnopolskie i prywatne zrzeszenia, w tym:
- Ogólnopolskie Zrzeszenie Prywatnego Przemysłu Przetwórstwa Rybnego,
- Ogólnopolskie Zrzeszenie Prywatnego Przemysłu Przetwórstwa Warzywno-Owocowego,
- Ogólnopolskie Zrzeszenie Prywatnego Przemysłu Przetwórstwa Przemysłu Mięsnego,
- Ogólnopolskie Zrzeszenie Prywatnego Przemysłu Wytwórców Izolacji i Impregnatów Budowlanych,
- 8 Zrzeszeń Prywatnego Przemysłu Młynarskiego,
- 9 Zrzeszeń Prywatnego Przemysłu Spożywczego,
- 4 Zrzeszeń Prywatnego Przemysłu Poligraficznego,
- 9 Zrzeszeń Prywatnego Przemysłu Fermentacyjnego,
- 1 Zrzeszenie Prywatnego Przemysłu Drzewnego.

## Konsolidacja zrzeszeń w 1949 r.
Na podstawie zarządzenie Przewodniczącego Państwowej Komisji Planowania Gospodarczego z 1949 r. w sprawie powołania przymusowych zrzeszeń prywatnego przemysłu nastąpiła kolejna konsolidacja zrzeszeń i powołano cztery ogólnopolskie zrzeszenia prywatnego przemysłu, w tym:
- Ogólnopolskie Zrzeszenie Prywatnego Przemysłu Papierniczo-Przetwórczego,
- Ogólnopolskie Zrzeszenie Prywatnego Przemysłu Drzewnego,
- Ogólnopolskie Zrzeszenie Prywatnego Przemysłu Poligraficznego,
- Ogólnopolskie Zrzeszenie Prywatnego Przemysłu Budowlanego i Instalacyjnego.

Zrzeszenia miały charakter przymusowy, przynależność przedsiębiorców prowadzących działalność w danej branży była obowiązkowa.

## Rejestracja zrzeszeń
Wpisu do rejestru członków zrzeszenia dokonywał zarząd zrzeszenia. Wpis do rejestru następował na wniosek zainteresowanego przemysłowca, bądź z inicjatywy zarządu zrzeszenia lub na polecenie władz nadzorczych. Od decyzji w przedmiocie wpisu lub odmowy wpisu służyło zainteresowanym prawo odwołania do Izby Przemysłowo-Handlowej. Odwołanie należało wnieść na piśmie w ciągu dni czternastu od dnia otrzymania zawiadomienia o decyzji zarządu. Decyzja Izby Przemysłowo-Handlowej wydana na skutek odwołania była ostateczna. Prawo odwołania nie służyło w przypadku wpisu na polecenie władz nadzorczych.

## Zniesienie zrzeszeń
Na podstawie uchwała Rady Ministrów z 1976 r. w sprawie utraty mocy obowiązującej niektórych aktów prawnych ogłoszonych w Monitorze Polskim zlikwidowano Zrzeszenie Prywatnego Przemysłu.